# 弗賴堡 (緬因州普查規定居民點)
弗賴堡（英語：Fryeburg）是位於美國緬因州牛津縣的一個普查規定居民點。

## 人口
根據2020年美國人口普查的數據，弗賴堡的面積為7.80平方千米，當中陸地面積為7.77平方千米，而水域面積為0.03平方千米。當地共有人口1444人，而人口密度為每平方千米185.13人。